# Thomas Ender
Thomas Ender (Viena, 3 de novembro de 1793 — Viena, 28 de setembro de 1875) foi um pintor austríaco que deve ser incluído entre os chamados pintores viajantes, ou seja, aqueles que vieram ao Brasil a partir da época do príncipe regente D. João VI até os últimos anos do século XIX.
Apesar de dominar várias modalidades de pintura, destacou-se como aquarelista. Acompanhou a missão científica de Johann Baptiste von Spix e Carl Friedrich Philipp von Martius ao Brasil, onde permaneceu entre 1817 e 1818. Nesse período, produziu uma vasta obra de registro do que viu no Rio de Janeiro e em São Paulo. Foram mais de 600 desenhos e esboços, os quais podem ser encontrados nos mais importantes museus do país.

## Obras

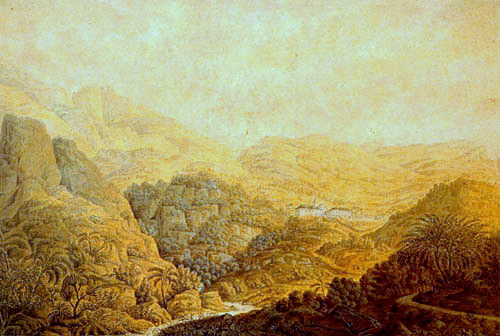
Paisagem, de 1818
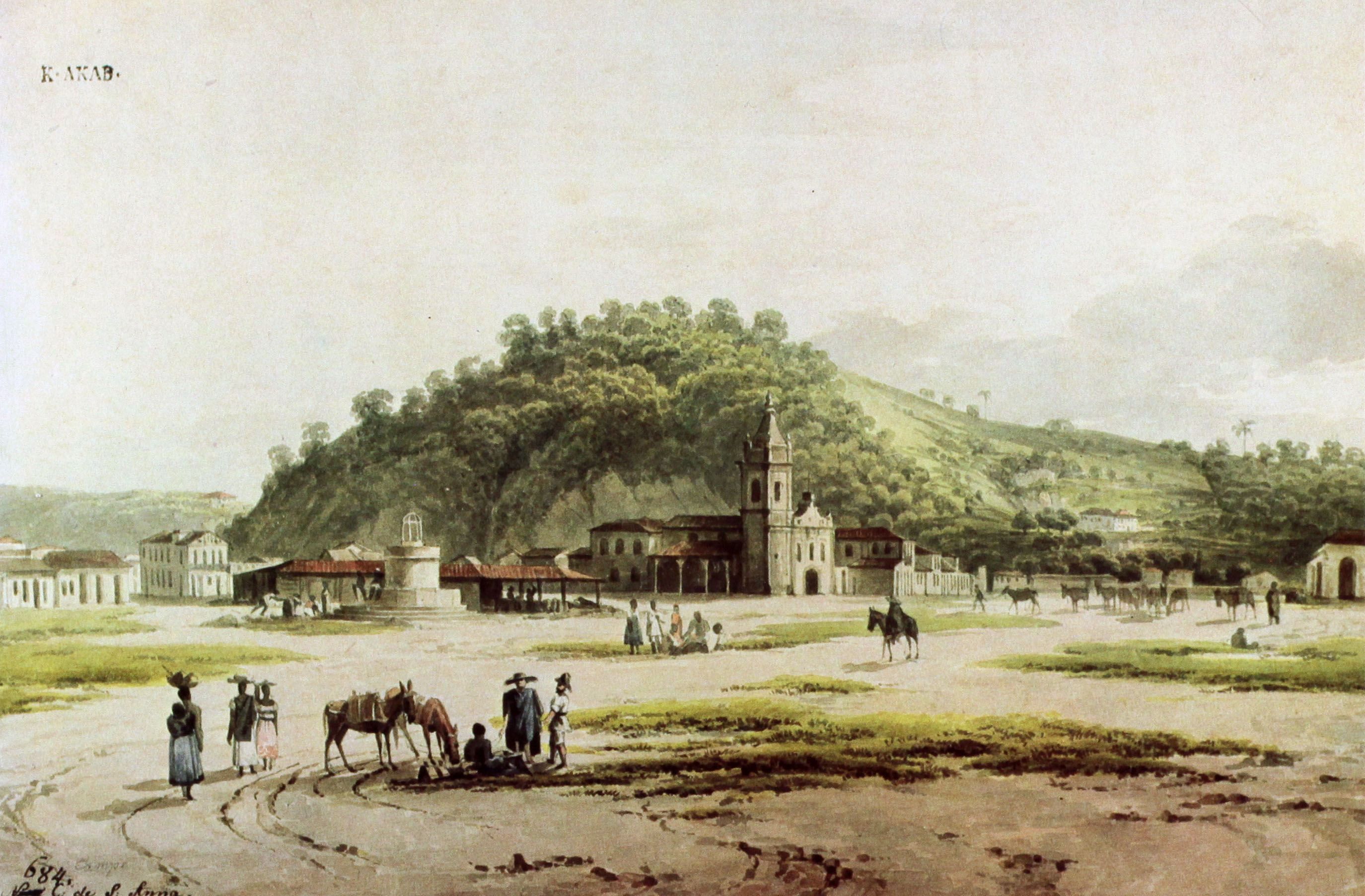
Campo de Santana, de 1817
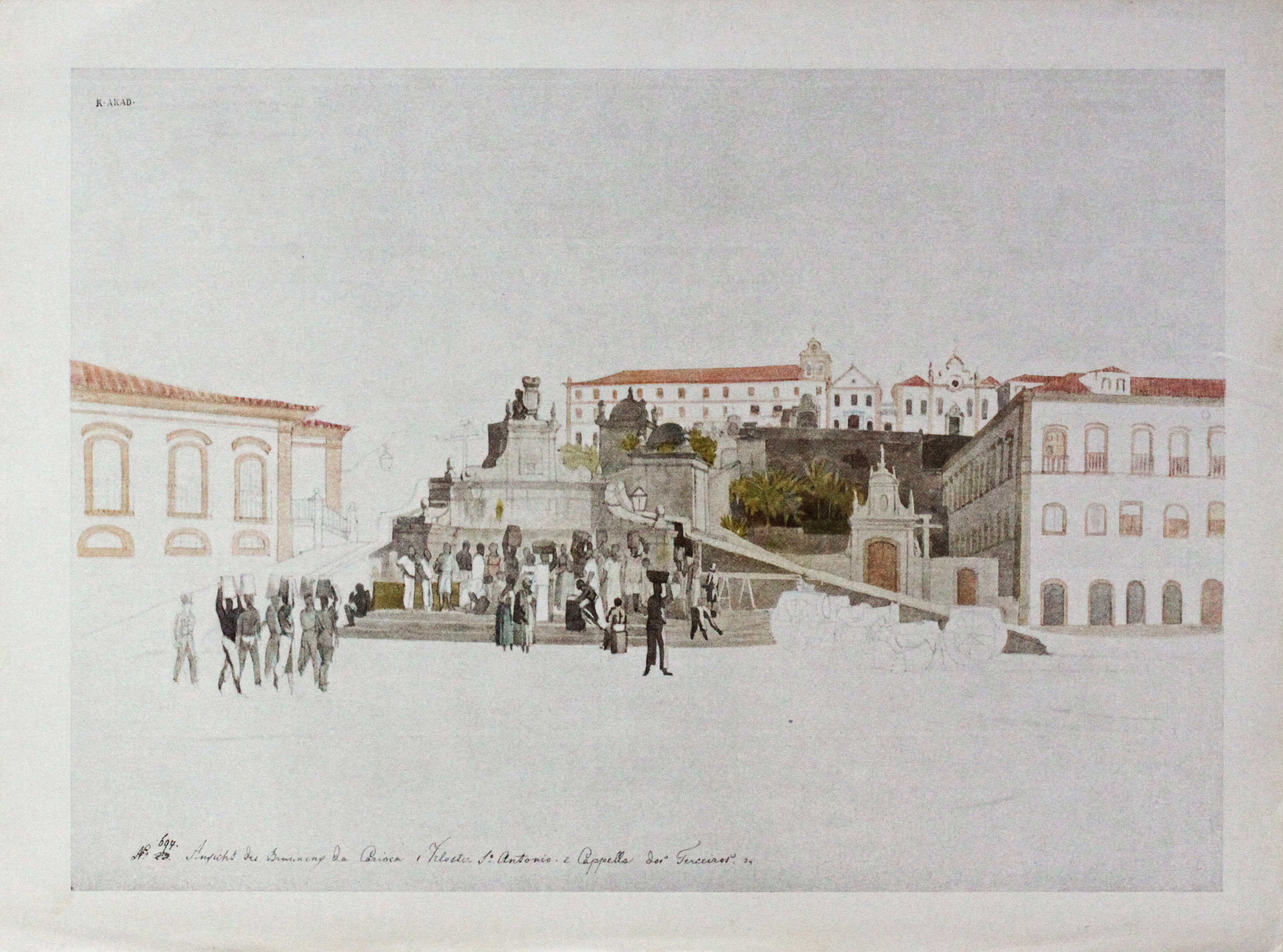
Largo da Carioca, de 1817
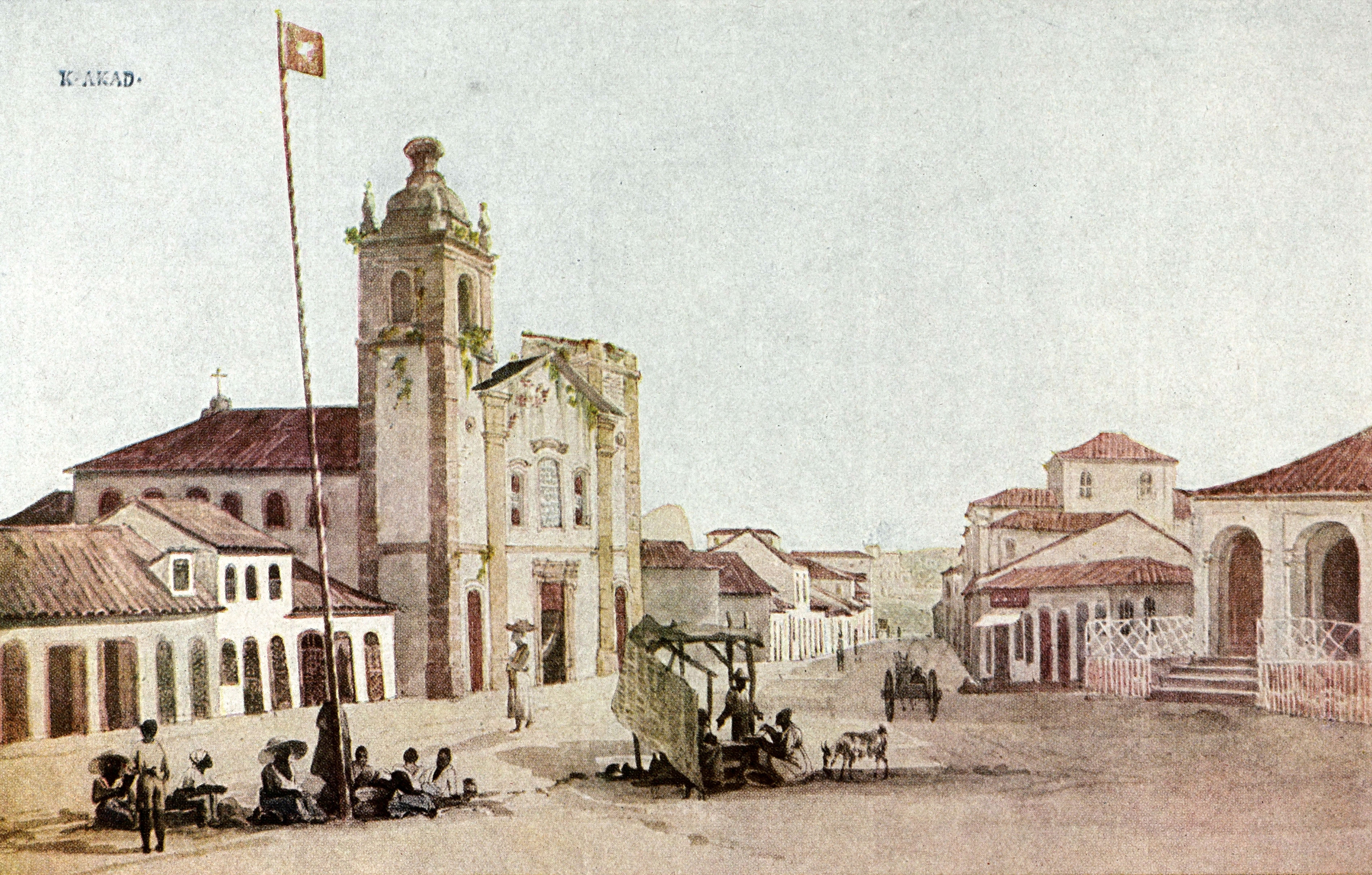
Igreja da Lapa, de 1817
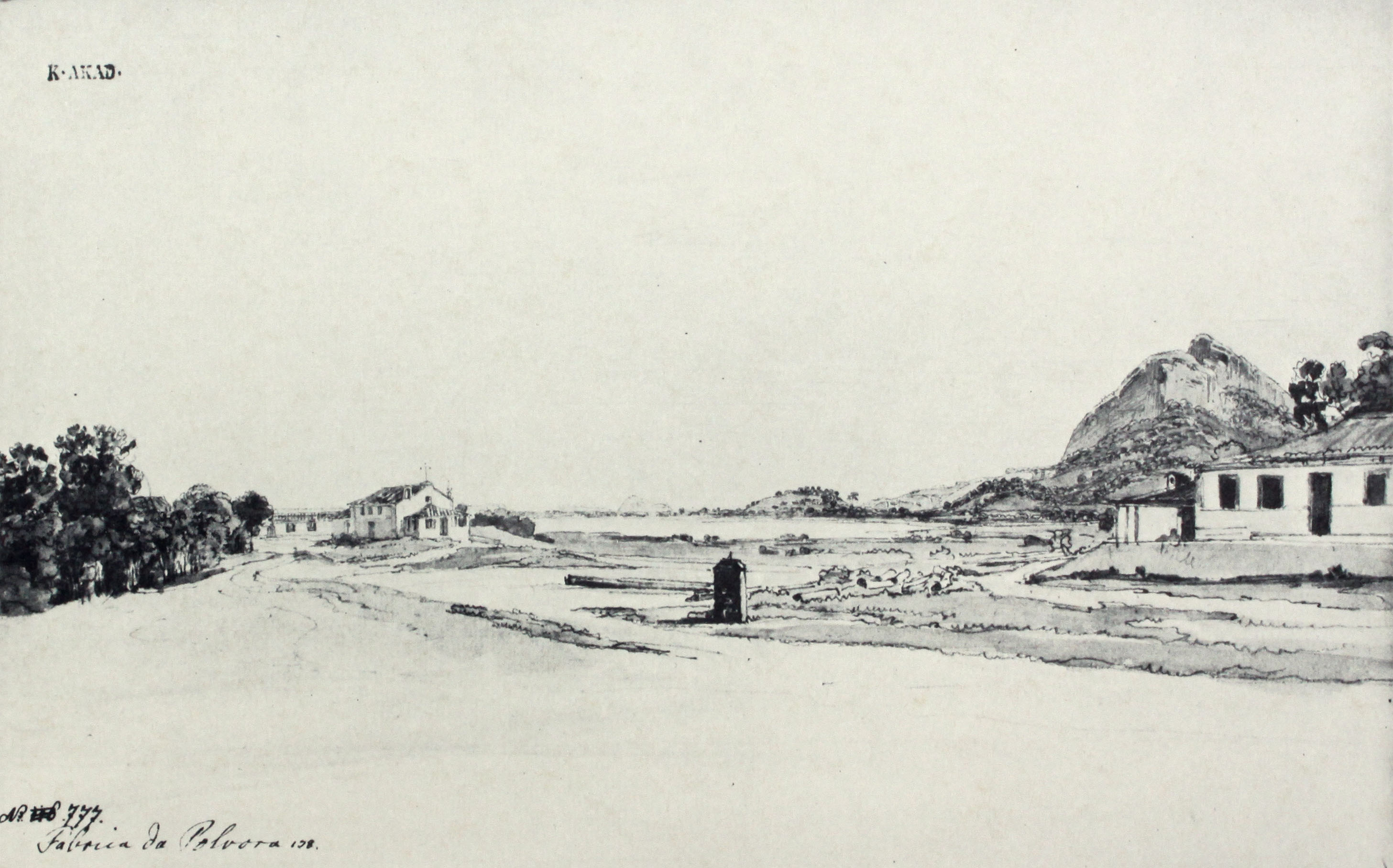
Fábrica de Pólvora, de 1817
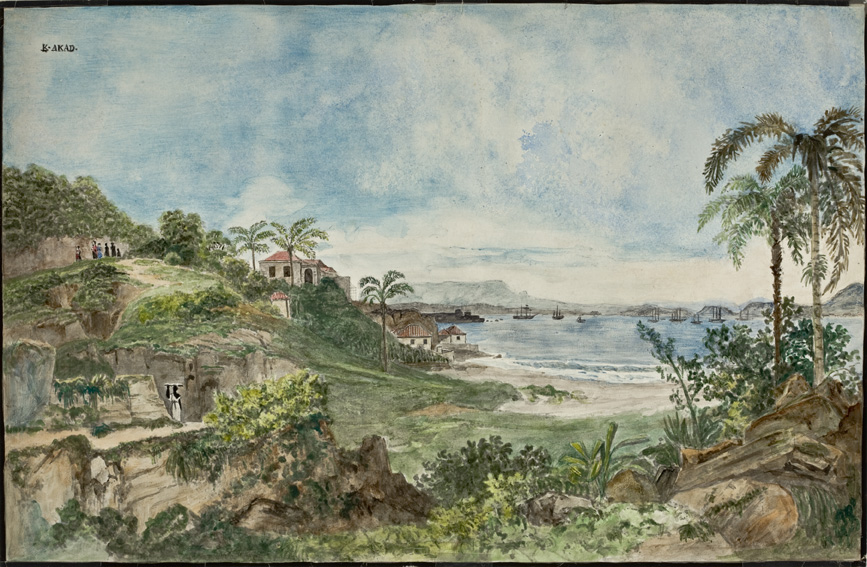
Paisagem da Guanabara, de 1817
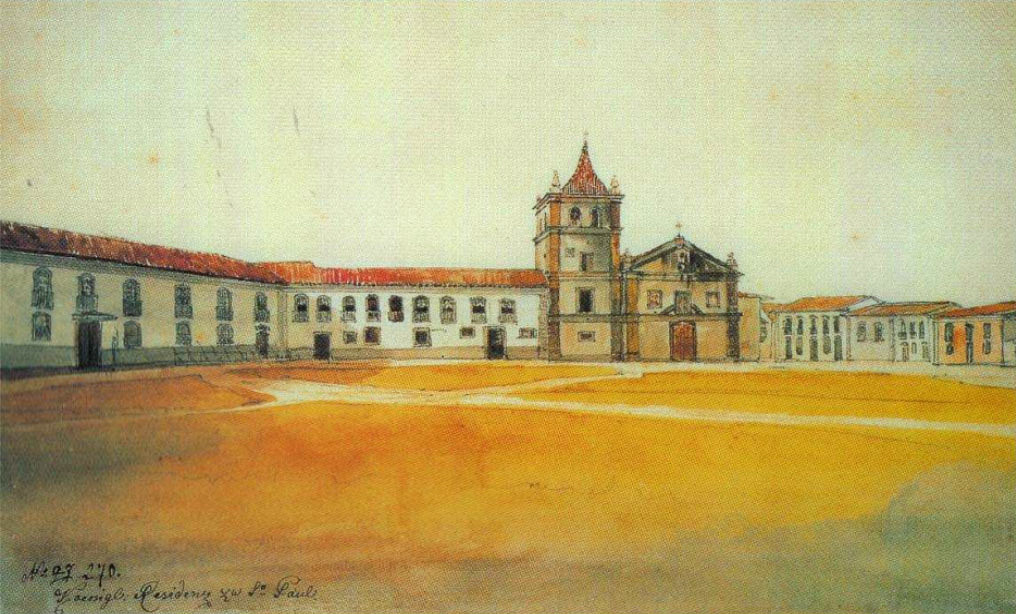
Palácio do Governo em São Paulo, de 1817
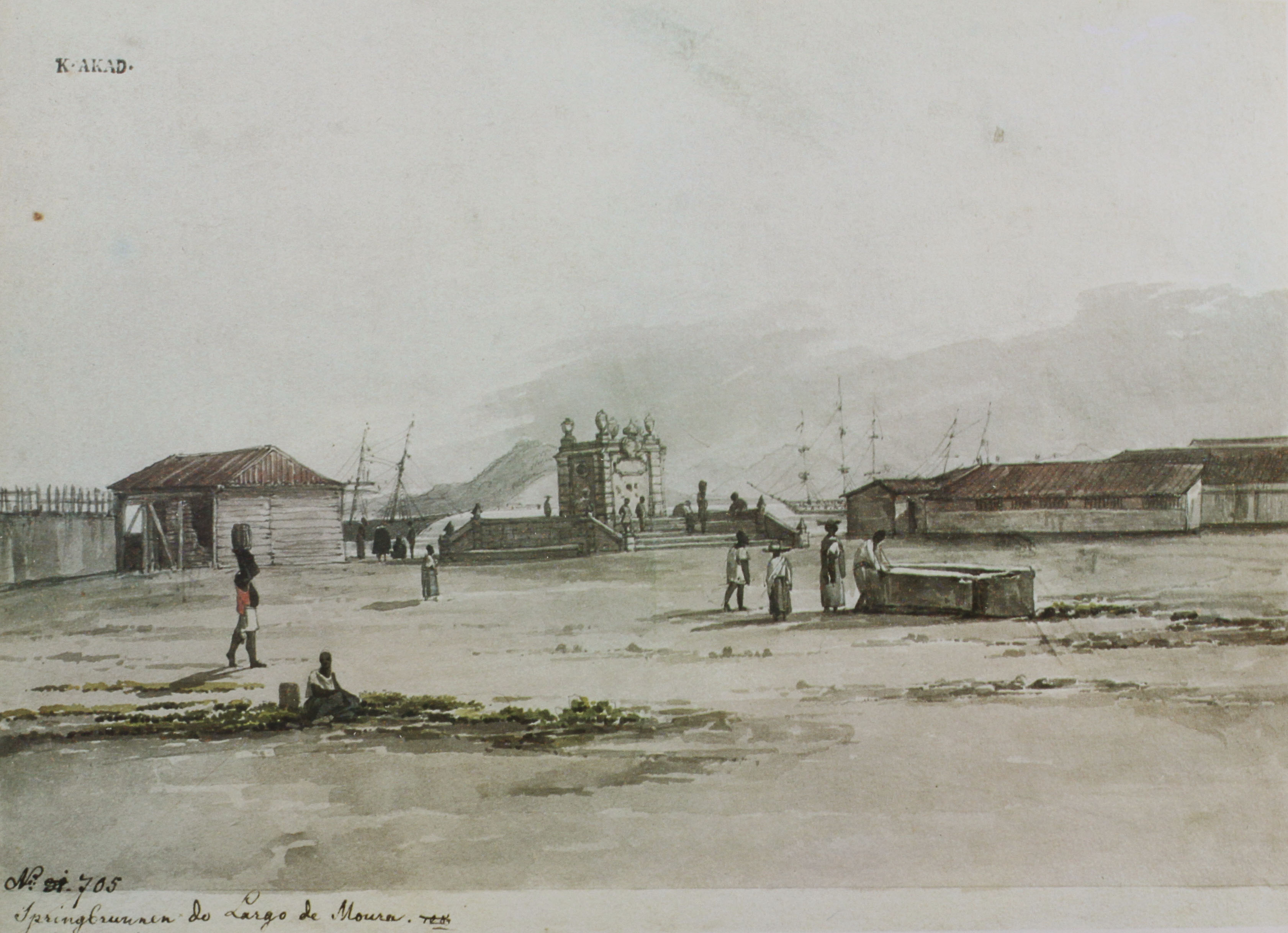
Chafariz do Largo do Moura, de 1817
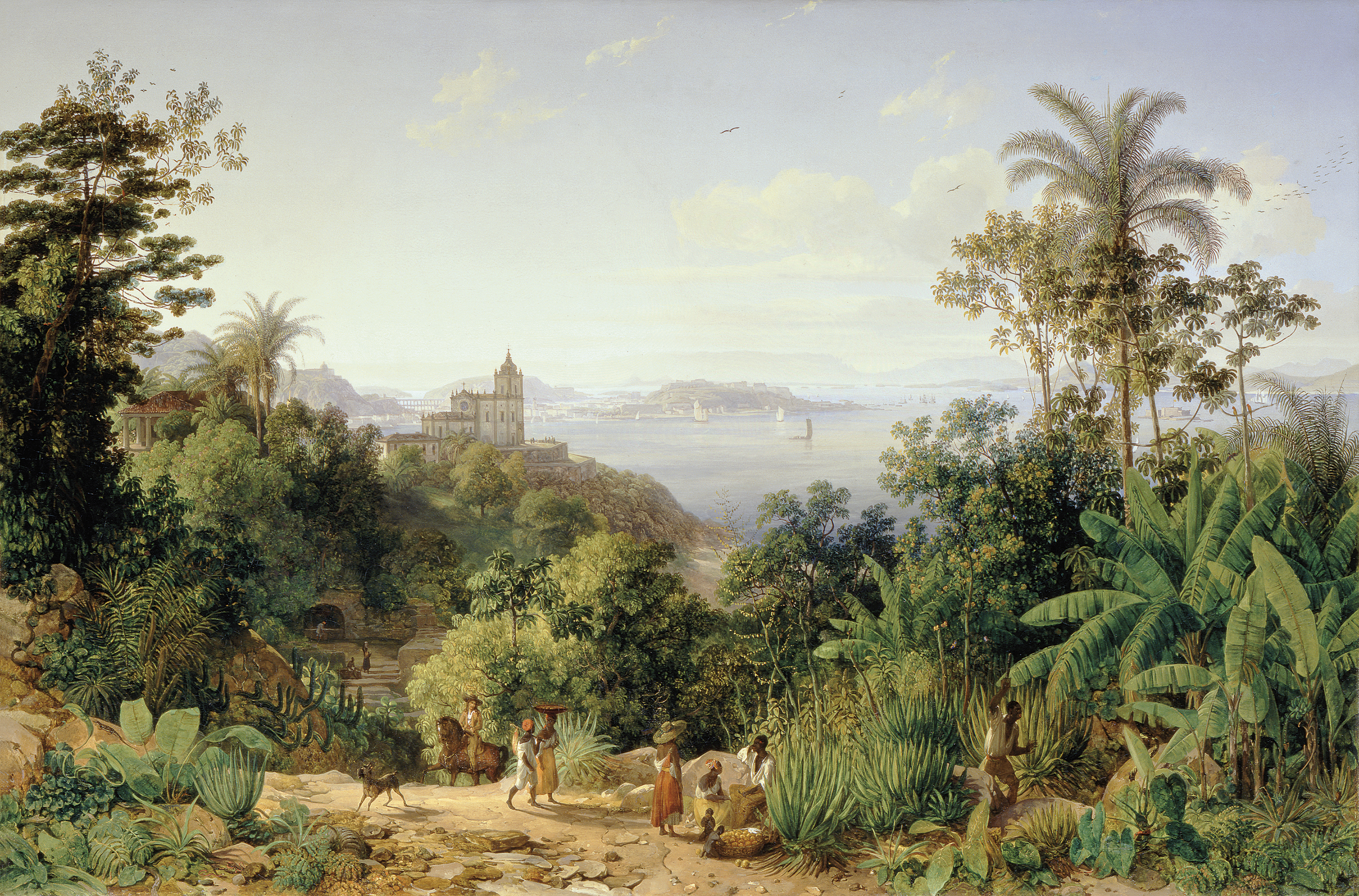
Vista do Rio, de 1817
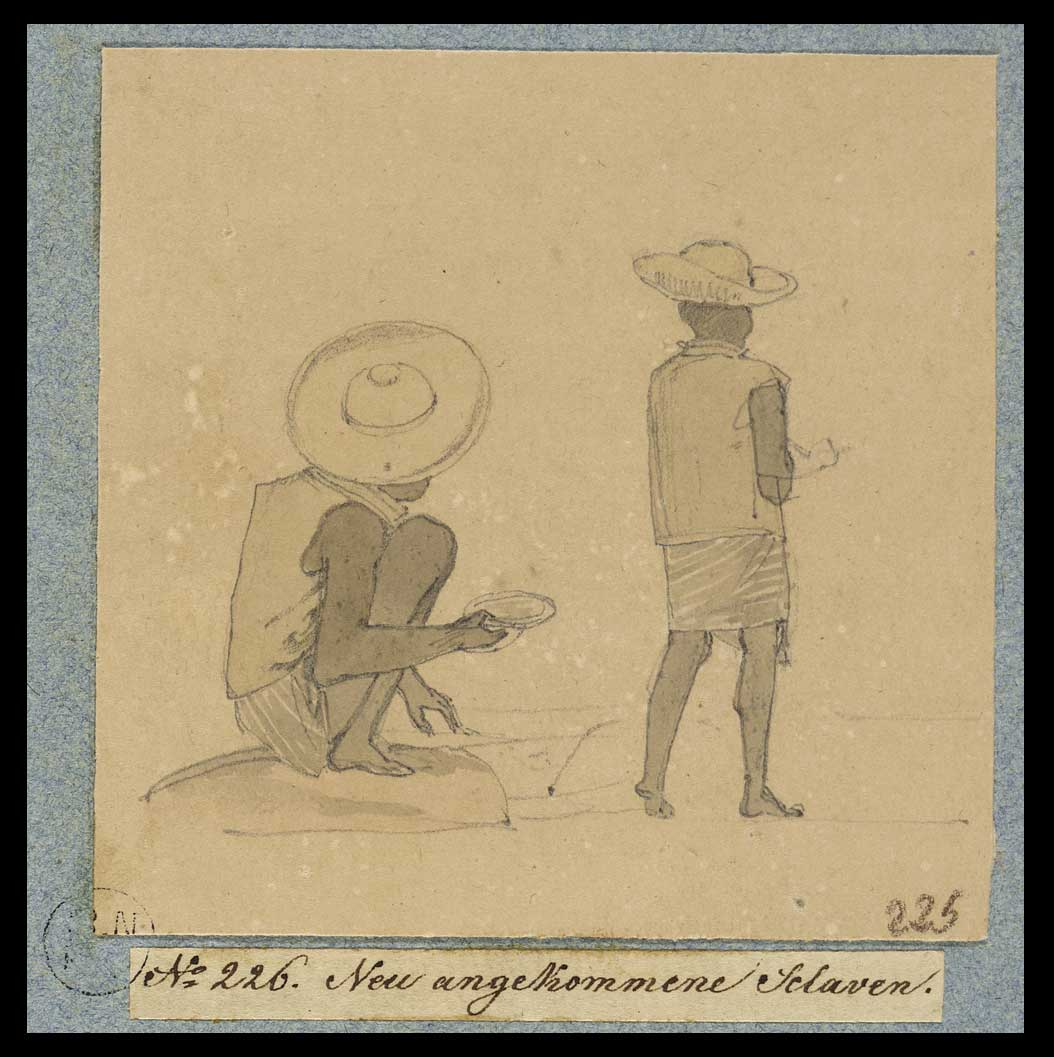
Escravos chegados recentemente